# Cixius krameri
Cixius krameri är en insektsart som beskrevs av Tsaur 1990. Cixius krameri ingår i släktet Cixius och familjen kilstritar. Inga underarter finns listade i Catalogue of Life.